# FCコシツェ
FCコシツェ（FC Košice）は、スロバキア・コシツェ県コシツェを本拠地とするサッカークラブ。2023-24シーズンはフォルトゥナ・リーガに所属している。

## 概要
2018年に創設され、2022-23シーズンに国内2部リーグにあたる2.リーガで優勝したことでフォルトゥナ・リーガ昇格を果たした。

## タイトル

### 国内タイトル
- 2.リーガ : 1回
  - 2022-23

- 3.リーガ : 1回
  - 2018-19

### 国際タイトル
- なし

## サプライヤーとスポンサー
| 期間      | サプライヤー | スポンサー        |
| --------- | ------------ | ----------------- |
| 2018-2019 | Adidas       | MAXIMA BROKER     |
| 2019-2021 | Adidas       | BMW Regnum Košice |
| 2021-2022 | Adidas       | FASTAV            |
| 2022-2023 | Adidas       | HELL              |
| 2023-     | Adidas       | niké              |

## 歴代所属選手
- エリック・ダビス
- マリアーン・ケッロ
- ヤーン・クリヴァーク
- ドミニク・クルジュリアク
- エリク・パチンダ